# Protorohippus
Il protoroippo (gen. Protorohippus) è un mammifero perissodattilo estinto, appartenente agli equidi. Visse tra l'Eocene inferiore e l'Eocene medio (circa 52 - 48 milioni di anni fa) e i suoi resti fossili sono stati ritrovati in Nordamerica.

## Descrizione
Questo animale doveva essere molto simile ad altri "cavalli" arcaici come Eohippus, ma era di taglia leggermente maggiore: l'altezza al garrese doveva essere leggermente superiore al mezzo metro. Rispetto ad altri equidi più antichi, Protorohippus era dotato di zampe più lunghe e di una dentatura leggermente più derivata. I molari erano francamente lofodonti, mentre i premolari non erano molarizzati. Il metaconulo presente nei molari superiori era debole, mentre nei molari inferiori l'ipoconulide era molto vicino all'ipolofide.

## Classificazione
Il genere Protorohippus venne istituito da Wortman nel 1896 per la specie precedentemente descritta da Edward Drinker Cope come Eohippus venticolus. Oltre alla specie tipo Protorohippus venticolum, tipica del Wyoming ma nota anche per fossili ritrovati in Colorado, al genere è stata ascritta anche la specie P. montanum, esclusiva del Wyoming. A lungo confuso con i generi Hyracotherium, Eohippus e Orohippus (leggermente successivo e più derivato), il genere Protorohippus è stato "resuscitato" da Froehlich nel suo studio del 2002, Quo vadis Eohippus?, riguardante la confusa tassonomia degli equidi più arcaici. Alcuni scheletri perfettamente conservati appartenenti alla specie P. venticolum sono stati ritrovati nella famosa formazione di Green River, in Wyoming.